# Israyel Militosyan
Israyel Nikolaevič Militosyan (in russo Исрае́л Никола́евич Милитося́н?, in armeno Իսրայել Նիկոլայի Միլիտոսյան?; Leninakan, 17 agosto 1968) è un ex sollevatore sovietico di origine armena che ha gareggiato nella categoria dei pesi leggeri (fino a 67,5/70/69 kg.). Ha partecipato a tre edizioni dei Giochi Olimpici.

## Carriera
Nato a Leninakan (ora Gyumri, Armenia), città che ha dato i natali a diversi sollevatori di pesi di livello mondiale, Israyel Militosyan ha iniziato a sollevare pesi nel 1980 sotto la guida del cugino Vardan Militosyan, sollevatore ai vertici mondiali negli anni '70.
Ha cominciato ad affermarsi a grandi livelli internazionali nel 1987, dapprima vincendo la medaglia d'argento ai Campionati europei di Reims con 335 kg. nel totale e successivamente vincendo la medaglia di bronzo ai Campionati mondiali di Ostrava con lo stesso risultato.
Ha fatto il suo debutto olimpico alle Olimpiadi di Seul 1988, vincendo la medaglia d'argento con un totale di 337,5 kg, a soli 2,5 kg. dalla medaglia d'oro di Joachim Kunz e precedendo il cinese Li Jinhe (325 kg.). In quella gara il vincitore originario è stato il bulgaro Angel Genčev, il quale però venne squalificato per doping, con avanzamento di una posizione di tutti gli altri atleti classificati.
L'anno successivo Militosyan è diventato campione mondiale ed europeo, vincendo la medaglia d'oro ai Campionati mondiali di Atene, valevoli anche come Campionati europei, con 347,5 kg. nel totale, battendo il bulgaro Joto Jotov (337,5 kg.), con il quale ingaggerà dei duelli serrati negli anni successivi.
Infatti, ai Campionati europei di Aalborg 1990 e di Władysławowo 1991 e ai Campionati mondiali di Donaueschingen 1991, Militosyan ha vinto la medaglia d'argento in tutte e tre le competizioni, sempre battuto dal bulgaro.
Nel 1992 Militosyan ha partecipato alle Olimpiadi di Barcellona in rappresentanza della Squadra Unificata della C.S.I., nata dopo il dissolvimento dell'Unione Sovietica e che partecipava a quei Giochi Olimpici sotto la bandiera del CIO. Qualche mese prima, con la maglia della stessa C.S.I., ha vinto un'altra medaglia d'argento ai Campionati europei di Szekszárd, nuovamente battuto da Jotov.
In considerazione dei risultati ottenuti nel biennio precedente, Jotov era indicato come il principale favorito per la medaglia d'oro olimpica, ma in quella competizione il bulgaro ha disputato una gara sottotono rispetto ai suoi livelli abituali, consentendo così a Militosyan di vincere la medaglia d'oro con 337,5 kg. nel totale, davanti a Jotov (327,5 kg.) e al tedesco Andreas Behm (320 kg.).
Dopo le Olimpiadi del 1992 Militosyan ha iniziato a rappresentare la sua nativa Armenia, ma senza raccogliere risultati particolarmente importanti in termini di medaglie internazionali. Nel 1994, nel corso dei Campionati europei di Sokolov, ha stabilito il record mondiale con 157,5 kg. nella prova di strappo della categoria pesi leggeri, il cui limite, nel frattempo, era stato elevato a 70 kg. È stato, questo, il primo record del mondo realizzato da un sollevatore dell'Armenia indipendente. Purtroppo per lui, nella stessa gara ha fallito i tre tentativi nella prova di slancio ed è terminato pertanto fuori classifica nel totale.
Nel 1996 ha partecipato alle Olimpiadi di Atlanta, classificandosi al 6º posto finale.
Nel 1999 si è ritirato dall'attività agonistica, dopo aver concluso al 12º posto i Campionati mondiali di Atene dello stesso anno nella categoria dei pesi leggeri (fino a 69 kg.), dedicandosi in seguito all'attività di allenatore di sollevamento pesi nella sua città natale di Gyumri, dove è diventato dirigente della locale Scuola di Sollevamento pesi.
Nel corso della sua carriera agonistica, Israyel Militosyan ha realizzato complessivamente tre record del mondo nella prova di strappo.